# Wereldbeker langlaufen 2005/2006
De wereldbeker langlaufen 2005/2006 (officieel: Viessmann FIS World Cup Cross-Country presented by Rauch) begon op 22 oktober 2005 in het Duitse Düsseldorf en eindigde op 19 maart 2007 in het Japanse Sapporo. De wereldbeker werd georganiseerd door de Fédération Internationale de Ski. Het was de 25e editie van de wereldbeker voor zowel mannen als vrouwen.

## Mannen

### Kalender
| Datum                                                                                                   | Plaats        | Discipline                               | Eerste                                                                        | Tweede                                                                             | Derde                                                                                    |
| --- | ------------- | ---------------------------------------- | ----------------------------------------------------------------------------- | ---------------------------------------------------------------------------------- | ---------------------------------------------------------------------------------------- |
| 22/10/2005                                                                                              | Düsseldorf    | Sprint (vrije stijl)                     | Peter Larsson                                                                 | Tor Arne Hetland                                                                   | Thobias Fredriksson                                                                      |
| 23/10/2005                                                                                              | Düsseldorf    | Teamsprint (vrije stijl)                 | Noorwegen IITrond Iversen Johan Kjølstad                                      | Zweden IThobias Fredriksson Björn Lind                                             | Noorwegen IEldar Rønning Tor Arne Hetland                                                |
| 19/11/2005                                                                                              | Beitostølen   | 15 km klassiek                           | Tor Arne Hetland                                                              | Jens Arne Svartedal                                                                | Ivan Bátory                                                                              |
| 20/11/2005                                                                                              | Beitostølen   | 4 x 10 km estafette                      | Duitsland Andreas Schlütter Axel Teichmann Jens Filbrich Tobias Angerer       | Frankrijk Alexandre Rousselet Christophe Perrillat Emmanuel Jonnier Vincent Vittoz | Noorwegen IEldar Rønning Tor Arne Hetland Jens Arne Svartedal Tore Ruud Hofstad          |
| 26/11/2005                                                                                              | Kuusamo       | 15 km klassiek                           | Tobias Angerer                                                                | Jens Arne Svartedal                                                                | Jens Filbrich                                                                            |
| 27/11/2005                                                                                              | Kuusamo       | 15 km vrije stijl                        | Tore Ruud Hofstad                                                             | Vincent Vittoz                                                                     | Tobias Angerer                                                                           |
| 10/12/2005                                                                                              | Vernon        | 15 km + 15 km dubbele achtervolging      | Tobias Angerer                                                                | Axel Teichmann                                                                     | Andreas Schlütter                                                                        |
| 11/12/2005                                                                                              | Vernon        | Sprint (vrije stijl)                     | Tor Arne Hetland                                                              | Björn Lind                                                                         | Ola Vigen Hattestad                                                                      |
| 15/12/2005                                                                                              | Canmore       | 15 km vrije stijl                        | Pietro Piller Cottrer                                                         | Vincent Vittoz                                                                     | Tobias Angerer                                                                           |
| 17/12/2005                                                                                              | Canmore       | 30 km klassiek (massastart)              | Tobias Angerer                                                                | Frode Estil                                                                        | Jens Filbrich                                                                            |
| 18/12/2005                                                                                              | Canmore       | Teamsprint (klassiek)                    | Noorwegen IJens Arne Svartedal Eldar Rønning                                  | Zweden IBjörn Lind Thobias Fredriksson                                             | Zweden IIMats Larsson Mikael Östberg                                                     |
| 30/12/2005                                                                                              | Nove Mesto    | Sprint (vrije stijl)                     | Björn Lind                                                                    | Peter Larsson                                                                      | Johan Kjølstad                                                                           |
| 31/12/2005                                                                                              | Nove Mesto    | 15 km vrije stijl                        | Vincent Vittoz                                                                | Lukáš Bauer                                                                        | Christian Hoffmann                                                                       |
| 07/01/2006                                                                                              | Otepää        | 15 km klassiek                           | Wassili Rotschew                                                              | Lukáš Bauer                                                                        | Sergei Nowikow                                                                           |
| 08/01/2006                                                                                              | Otepää        | Sprint (klassiek)                        | Björn Lind                                                                    | Tor Arne Hetland                                                                   | Wassili Rotschew                                                                         |
| 14/01/2006                                                                                              | Val di Fiemme | 30 km vrije stijl (massastart)           | Tobias Angerer                                                                | Jewgeni Dementjew                                                                  | Pietro Piller Cottrer                                                                    |
| 15/01/2006                                                                                              | Val di Fiemme | 4 x 10 km estafette                      | Italië IGiorgio Di Centa Valerio Checchi Pietro Piller Cottrer Cristian Zorzi | Duitsland René Sommerfeldt Axel Teichmann Jens Filbrich Tobias Angerer             | Noorwegen IOdd-Bjørn Hjelmeset Jens Arne Svartedal Tord Asle Gjerdalen Tore Ruud Hofstad |
| 21/01/2006                                                                                              | Oberstdorf    | 15 km + 15 km dubbele achtervolging      | Tobias Angerer                                                                | Anders Södergren                                                                   | René Sommerfeldt                                                                         |
| 22/01/2006                                                                                              | Oberstdorf    | Sprint (klassiek)                        | Odd-Bjørn Hjelmeset                                                           | Johan Kjølstad                                                                     | Wassili Rotschew                                                                         |
| 04/02/2006                                                                                              | Davos         | Sprint (vrije stijl)                     | Björn Lind                                                                    | Cristian Zorzi                                                                     | John Kristian Dahl                                                                       |
| 05/02/2006                                                                                              | Davos         | 15 km klassiek                           | Jens Arne Svartedal                                                           | Martin Tauber                                                                      | Vincent Vittoz                                                                           |
| 10 tot en met 26 februari 2006: Olympische Winterspelen 2006 in Turijn (telt niet mee voor wereldbeker) |               |                                          |                                                                               |                                                                                    |                                                                                          |
| 05/03/2006                                                                                              | Mora          | 90 km klassiek (massastart) (Vasaloppet) | Daniel Tynell                                                                 | Jerry Ahrlin                                                                       | Anders Aukland                                                                           |
| 07/03/2006                                                                                              | Borlänge      | Sprint (vrije stijl)                     | Thobias Fredriksson                                                           | Peter Larsson                                                                      | Devon Kershaw                                                                            |
| 08/03/2006                                                                                              | Falun         | 10 km + 10 km dubbele achtervolging      | Petter Northug                                                                | Tobias Angerer                                                                     | Axel Teichmann                                                                           |
| 09/03/2006                                                                                              | Drammen       | Sprint (klassiek)                        | Jens Arne Svartedal                                                           | Børre Næss                                                                         | Eldar Rønning                                                                            |
| 11/03/2006                                                                                              | Oslo          | 50 km vrije stijl                        | Anders Södergren                                                              | Giorgio Di Centa                                                                   | Tom Reichelt                                                                             |
| 15/03/2006                                                                                              | Changchun     | Sprint (vrije stijl)                     | Thobias Fredriksson                                                           | Christoph Eigenmann                                                                | Andrew Newell                                                                            |
| 18/03/2006                                                                                              | Sapporo       | Teamsprint (vrije stijl)                 | Italië IILoris Frasnelli Cristian Zorzi                                       | Noorwegen IJohan Kjølstad Eldar Rønning                                            | Duitsland ITobias Angerer Axel Teichmann                                                 |
| 19/03/2006                                                                                              | Sapporo       | 15 km + 15 km dubbele achtervolging      | Mathias Fredriksson                                                           | Petter Northug                                                                     | Anders Södergren                                                                         |

### Eindstanden
| Algemene wereldbeker | Algemene wereldbeker | Algemene wereldbeker | Algemene wereldbeker |
| #                    | Naam                 | Punten               |                      |
| -------------------- | -------------------- | -------------------- | -------------------- |
| 1                    | Tobias Angerer       | 829                  |                      |
| 2                    | Jens Arne Svartedal  | 577                  |                      |
| 3                    | Tor Arne Hetland     | 570                  |                      |
| 4                    | Björn Lind           | 531                  |                      |
| 5                    | Vincent Vittoz       | 502                  |                      |
| 6                    | Wassili Rotschew     | 443                  |                      |
| 7                    | Thobias Fredriksson  | 414                  |                      |
| 8                    | Anders Södergren     | 392                  |                      |
| 9                    | Frode Estil          | 373                  |                      |
| 10                   | Mathias Fredriksson  | 368                  |                      |

| Afstandswereldbeker | Afstandswereldbeker   | Afstandswereldbeker | Afstandswereldbeker |
| #                   | Naam                  | Punten              |                     |
| ------------------- | --------------------- | ------------------- | ------------------- |
| 1                   | Tobias Angerer        | 793                 |                     |
| 2                   | Vincent Vittoz        | 502                 |                     |
| 3                   | Anders Södergren      | 392                 |                     |
| 4                   | Frode Estil           | 373                 |                     |
| 5                   | Jens Arne Svartedal   | 372                 |                     |
| 6                   | Mathias Fredriksson   | 365                 |                     |
| 7                   | Pietro Piller Cottrer | 330                 |                     |
| 8                   | Giorgio Di Centa      | 279                 |                     |
| 9                   | René Sommerfeldt      | 267                 |                     |
| 10                  | Jens Filbrich         | 259                 |                     |

| Sprintwereldbeker | Sprintwereldbeker   | Sprintwereldbeker | Sprintwereldbeker |
| #                 | Naam                | Punten            |                   |
| ----------------- | ------------------- | ----------------- | ----------------- |
| 1                 | Björn Lind          | 586               |                   |
| 2                 | Thobias Fredriksson | 443               |                   |
| 3                 | Tor Arne Hetland    | 423               |                   |
| 4                 | Peter Larsson       | 358               |                   |
| 5                 | Johan Kjølstad      | 320               |                   |
| 6                 | Wassili Rotschew    | 262               |                   |
| 7                 | Eldar Rønning       | 237               |                   |
| 8                 | Andrew Newell       | 222               |                   |
| 9                 | Jens Arne Svartedal | 205               |                   |
| 10                | Christoph Eigenmann | 199               |                   |

## Vrouwen

### Kalender
| Datum                                                                                                   | Plaats        | Discipline                            | Eerste                                                                             | Tweede                                                                         | Derde                                                                                 |
| --- | ------------- | ------------------------------------- | ---------------------------------------------------------------------------------- | ------------------------------------------------------------------------------ | ------------------------------------------------------------------------------------- |
| 22/10/2005                                                                                              | Düsseldorf    | Sprint (vrije stijl)                  | Marit Bjørgen                                                                      | Aino-Kaisa Saarinen                                                            | Natalia Matveeva                                                                      |
| 23/10/2005                                                                                              | Düsseldorf    | Teamsprint (vrije stijl)              | Noorwegen IHilde Gjermundshaug Pedersen Marit Bjørgen                              | Noorwegen IIElla Gjømle Guro Strøm Solli                                       | Rusland INatalia Matveeva Alena Sidko                                                 |
| 19/11/2005                                                                                              | Beitostølen   | 10 km klassiek                        | Marit Bjørgen                                                                      | Virpi Kuitunen                                                                 | Natalia Baranova                                                                      |
| 20/11/2005                                                                                              | Beitostølen   | 4 x 5 km estafette                    | Noorwegen IElla Gjømle Vibeke Skofterud Hilde Gjermundshaug Pedersen Marit Bjørgen | DuitslandManuela Henkel Stefanie Böhler Claudia Künzel Evi Sachenbacher-Stehle | FinlandAino-Kaisa Saarinen Kirsi Välimaa Riitta-Liisa Roponen Virpi Kuitunen          |
| 26/11/2005                                                                                              | Kuusamo       | 10 km klassiek                        | Marit Bjørgen                                                                      | Virpi Kuitunen                                                                 | Claudia Künzel                                                                        |
| 27/11/2005                                                                                              | Kuusamo       | 10 km vrije stijl                     | Kateřina Neumannová                                                                | Joelia Tsjepalova                                                              | Kristina Šmigun                                                                       |
| 10/12/2005                                                                                              | Vernon        | 7,5 km + 7,5 km dubbele achtervolging | Marit Bjørgen                                                                      | Beckie Scott                                                                   | Hilde Pedersen                                                                        |
| 11/12/2005                                                                                              | Vernon        | Sprint (vrije stijl)                  | Beckie Scott                                                                       | Claudia Künzel                                                                 | Sara Renner                                                                           |
| 15/12/2005                                                                                              | Canmore       | 10 km vrije stijl                     | Joelia Tsjepalova                                                                  | Beckie Scott                                                                   | Evi Sachenbacher-Stehle                                                               |
| 17/12/2005                                                                                              | Canmore       | 15 km klassiek (massastart)           | Beckie Scott                                                                       | Joelia Tsjepalova                                                              | Claudia Künzel                                                                        |
| 18/12/2005                                                                                              | Canmore       | Teamsprint (klassiek)                 | Duitsland Manuela Henkel Viola Bauer                                               | Canada Beckie Scott Sara Renner                                                | Zweden ILina Andersson Anna Dahlberg                                                  |
| 30/12/2005                                                                                              | Nove Mesto    | Sprint (vrije stijl)                  | Alyona Sidko                                                                       | Anna Dahlberg                                                                  | Claudia Künzel                                                                        |
| 31/12/2005                                                                                              | Nove Mesto    | 10 km vrije stijl                     | Kateřina Neumannová                                                                | Joelia Tsjepalova                                                              | Valentyna Sjevtsjenko                                                                 |
| 07/01/2006                                                                                              | Otepää        | 10 km klassiek                        | Hilde Pedersen                                                                     | Kristina Šmigun                                                                | Justyna Kowalczyk                                                                     |
| 08/01/2006                                                                                              | Otepää        | Sprint (klassiek)                     | Lina Andersson                                                                     | Manuela Henkel                                                                 | Ella Gjømle                                                                           |
| 14/01/2006                                                                                              | Val di Fiemme | 15 km vrije stijl (massastart)        | Kateřina Neumannová                                                                | Julia Tchepalova                                                               | Marit Bjørgen                                                                         |
| 15/01/2006                                                                                              | Val di Fiemme | 4 x 5 km estafette                    | FinlandAino-Kaisa Saarinen Virpi Kuitunen Riitta-Liisa Roponen Kaisa Varis         | RuslandOlga Rotcheva Natalia Baranova Evgenia Medvedeva Julia Tchepalova       | NoorwegenVibeke Skofterud Marit Bjørgen Kristin Mürer Stemland Kristin Størmer Steira |
| 21/01/2006                                                                                              | Oberstdorf    | 7,5 km + 7,5 km dubbele achtervolging | Beckie Scott                                                                       | Claudia Künzel                                                                 | Kateřina Neumannová                                                                   |
| 22/01/2006                                                                                              | Oberstdorf    | Sprint (klassiek)                     | Ella Gjømle                                                                        | Lina Andersson                                                                 | Guro Strøm Solli                                                                      |
| 04/02/2006                                                                                              | Davos         | Sprint (vrije stijl)                  | Anna Dahlberg                                                                      | Virpi Kuitunen                                                                 | Chandra Crawford                                                                      |
| 05/02/2006                                                                                              | Davos         | 10 km klassiek                        | Virpi Kuitunen                                                                     | Sara Renner                                                                    | Petra Majdič                                                                          |
| 10 tot en met 26 februari 2006: Olympische Winterspelen 2006 in Turijn (telt niet mee voor wereldbeker) |               |                                       |                                                                                    |                                                                                |                                                                                       |
| 04/03/2006                                                                                              | Mora          | 45 km klassiek (massastart)           | Marit Bjørgen                                                                      | Hilde Pedersen                                                                 | Petra Majdič                                                                          |
| 07/03/2006                                                                                              | Borlänge      | Sprint (vrije stijl)                  | Arianna Follis                                                                     | Marit Bjørgen                                                                  | Sara Renner                                                                           |
| 08/03/2006                                                                                              | Falun         | 5 km + 5 km dubbele achtervolging     | Evi Sachenbacher-Stehle                                                            | Kateřina Neumannová                                                            | Beckie Scott                                                                          |
| 09/03/2006                                                                                              | Drammen       | Sprint (klassiek)                     | Petra Majdič                                                                       | Beckie Scott                                                                   | Hilde Pedersen                                                                        |
| 11/03/2006                                                                                              | Oslo          | 30 km vrije stijl                     | Julia Tchepalova                                                                   | Kateřina Neumannová                                                            | Evi Sachenbacher-Stehle                                                               |
| 15/03/2006                                                                                              | Changchun     | Sprint (vrije stijl)                  | Marit Bjørgen                                                                      | Beckie Scott                                                                   | Ella Gjømle                                                                           |
| 18/03/2006                                                                                              | Sapporo       | Teamsprint (vrije stijl)              | Duitsland IEvi Sachenbacher-Stehle Claudia Künzel                                  | Finland IIRiitta-Liisa Roponen Pirjo Manninen                                  | Zweden IIBritta Norgren Anna-Karin Strömstedt                                         |
| 19/03/2006                                                                                              | Sapporo       | 7,5 km + 7,5 km dubbele achtervolging | Beckie Scott                                                                       | Kristin Størmer Steira                                                         | Evi Sachenbacher-Stehle                                                               |

### Eindstanden
| Algemene wereldbeker | Algemene wereldbeker    | Algemene wereldbeker | Algemene wereldbeker |
| #                    | Naam                    | Punten               |                      |
| -------------------- | ----------------------- | -------------------- | -------------------- |
| 1                    | Marit Bjørgen           | 1.036                |                      |
| 2                    | Beckie Scott            | 1.020                |                      |
| 3                    | Julia Tchepalova        | 780                  |                      |
| 4                    | Evi Sachenbacher-Stehle | 716                  |                      |
| 5                    | Kateřina Neumannová     | 655                  |                      |
| 6                    | Virpi Kuitunen          | 636                  |                      |
| 7                    | Claudia Künzel          | 571                  |                      |
| 8                    | Hilde Pedersen          | 557                  |                      |
| 9                    | Petra Majdič            | 538                  |                      |
| 10                   | Sara Renner             | 446                  |                      |

| Afstandswereldbeker | Afstandswereldbeker     | Afstandswereldbeker | Afstandswereldbeker |
| #                   | Naam                    | Punten              |                     |
| ------------------- | ----------------------- | ------------------- | ------------------- |
| 1                   | Julia Tchepalova        | 750                 |                     |
| 2                   | Kateřina Neumannová     | 655                 |                     |
| 3                   | Beckie Scott            | 644                 |                     |
| 4                   | Marit Bjørgen           | 642                 |                     |
| 5                   | Evi Sachenbacher-Stehle | 575                 |                     |
| 6                   | Hilde Pedersen          | 421                 |                     |
| 7                   | Virpi Kuitunen          | 411                 |                     |
| 8                   | Valentyna Sjevtsjenko   | 376                 |                     |
| 9                   | Claudia Künzel          | 337                 |                     |
| 10                  | Petra Majdič            | 333                 |                     |

| Sprintwereldbeker | Sprintwereldbeker | Sprintwereldbeker | Sprintwereldbeker |
| #                 | Naam              | Punten            |                   |
| ----------------- | ----------------- | ----------------- | ----------------- |
| 1                 | Marit Bjørgen     | 394               |                   |
| 2                 | Ella Gjømle       | 388               |                   |
| 3                 | Beckie Scott      | 376               |                   |
| 4                 | Lina Andersson    | 309               |                   |
| 5                 | Manuela Henkel    | 289               |                   |
| 6                 | Anna Dahlberg     | 282               |                   |
| 7                 | Arianna Follis    | 235               |                   |
| 8                 | Claudia Künzel    | 234               |                   |
| 9                 | Emelie Öhrstig    | 228               |                   |
| 10                | Virpi Kuitunen    | 225               |                   |

## Landenklassementen
| Algemeen | Algemeen  | Algemeen | Algemeen |
| #        | Land      | Punten   |          |
| -------- | --------- | -------- | -------- |
| 1        | Noorwegen | 8.728    |          |
| 2        | Zweden    | 5.435    |          |
| 3        | Duitsland | 5.287    |          |
| 4        | Rusland   | 4.534    |          |
| 5        | Italië    | 3.226    |          |
| 6        | Finland   | 2.680    |          |
| 7        | Canada    | 2.117    |          |
| 8        | Frankrijk | 2.076    |          |
| 9        | Tsjechië  | 1.584    |          |
| 10       | Estland   | 1.210    |          |

| Mannen | Mannen     | Mannen | Mannen |
| #      | Land       | Punten |        |
| ------ | ---------- | ------ | ------ |
| 1      | Noorwegen  | 5.166  |        |
| 2      | Zweden     | 3.526  |        |
| 3      | Duitsland  | 2.474  |        |
| 4      | Italië     | 2.074  |        |
| 5      | Rusland    | 1.533  |        |
| 6      | Frankrijk  | 1.520  |        |
| 7      | Estland    | 812    |        |
| 8      | Tsjechië   | 795    |        |
| 9      | Oostenrijk | 620    |        |
| 10     | Finland    | 520    |        |

| Vrouwen | Vrouwen   | Vrouwen | Vrouwen |
| #       | Land      | Punten  |         |
| ------- | --------- | ------- | ------- |
| 1       | Noorwegen | 3.562   |         |
| 2       | Rusland   | 3.001   |         |
| 3       | Duitsland | 2.813   |         |
| 4       | Finland   | 2.160   |         |
| 5       | Zweden    | 1.909   |         |
| 6       | Canada    | 1.841   |         |
| 7       | Italië    | 1.147   |         |
| 8       | Tsjechië  | 789     |         |
| 9       | Slovenië  | 610     |         |
| 10      | Frankrijk | 556     |         |